# Gaoming
Gaoming léase: Káo-Míng (en chino:高明区, pinyin:Gāomíng qū, también:Koming en cantonés) es una ciudad-distrito bajo la administración directa de la Ciudad-prefectura de Foshan. Se ubica en el corazón urbano de la ciudad en la Provincia de Cantón, República Popular China. Su área es de 967 km² y su población para 2010 fue de 420 044 habitantes.

## Administración
Desde el año 2005 el distrito de Gaoming se divide en 4 pueblos que se administran en 1 subdistrito y 3 poblados.
| Nombre              | Chino    | Pinyin         | Población (2010) | Área (km²) |
| ------------------- | -------- | -------------- | ---------------- | ---------- |
| Subdistrito Hecheng | 荷城街道 | Héchéng Jiēdào | 278,454          | 178.58     |
| Poblado Yanghe      | 杨和镇   | Yánghé Zhèn    | 53,224           | 246.27     |
| Poblado Genghe      | 更合镇   | Gènghé Zhèn    | 46,528           | 365.00     |
| Poblado Mingcheng   | 明城镇   | Míngchéng Zhèn | 41,838           | 186.50     |

Gente famosa: Ou da xiang (chino: 區 大 相) (alto funcionario de la dinastía Ming)
Wong, wan choi (chino: 黃 允 財), actor masculino de Hong Kong